# Oswald Teichmüller
Paul Julius Oswald Teichmüller (* 18. Juni 1913 in Nordhausen; † wahrscheinlich September 1943 im Dnepr-Gebiet, Sowjetunion) war ein deutscher Mathematiker, der sich mit Funktionentheorie und Algebra beschäftigte. Seine Konzepte und Forschungsergebnisse wirkten später bahnbrechend für die weitere Entwicklung der komplexen Analysis. Er ist aber auch für seine nationalsozialistischen Aktivitäten als Studentenvertreter an der Universität Göttingen gegen angesehene jüdische Mathematik-Professoren bekannt.

## Leben
Teichmüller war der Sohn eines Webers mit eigener Werkstatt, der in seiner Kindheit lange im Ersten Weltkrieg fort war. Er wuchs zunächst in Sankt Andreasberg im Harz auf. Der Vater starb 1925, als Teichmüller zwölf Jahre alt war. Daraufhin zog Teichmüller nach Nordhausen, wo er bei einer Tante wohnte und das Realgymnasium 1931 mit dem Abitur abschloss. Teichmüller studierte ab Sommersemester 1931 an der Universität Göttingen Mathematik, wobei er unter anderem bei Richard Courant (Analysis), Hermann Weyl, Otto Neugebauer, Gustav Herglotz und Edmund Landau hörte.
An der Universität nahm er wegen seiner Herkunft aus einfachen Verhältnissen eher eine Außenseiterrolle ein. Er war dort von Anfang an bei der nationalsozialistischen Studentenschaft aktiv. Im Juli 1931 trat er der NSDAP (Mitgliedsnummer 587.942) bei und kurz darauf der SA. Als Leiter der Sektion Mathematik der nationalsozialistischen Studentenschaft war er hauptverantwortlich für den Boykott gegen den weltbekannten jüdischen Mathematiker Edmund Landau, zu einer Zeit als aufgrund des von den Nationalsozialisten erlassenen Gesetzes zur Wiederherstellung des Berufsbeamtentums vom 7. April 1933 jüdische Professoren aus den Universitäten gedrängt wurden (Ausnahmeregelungen betrafen zum Beispiel Teilnehmer am Ersten Weltkrieg). Landau hatte im Sommersemester 1933 seine Analysisvorlesungen, die wegen ihres hohen Abstraktionsgrades bei vielen Studenten unbeliebt waren, zunächst an seinen Assistenten Weber abgegeben, wollte sie aber im Wintersemester wieder selbst halten. Teichmüller sorgte mit seinem Boykott dafür, dass sein Vorlesungssaal am 2. November leer blieb – die Studenten drängten sich dafür in der Vorhalle. Als Sprecher des Boykotts erläuterte Teichmüller Landau persönlich die Gründe und übergab Landau sogar auf dessen Nachfrage eine schriftliche Begründung. Er schrieb darin, dass er Landau zwar hoch schätze und auch nichts dagegen hätte, dass dieser Vorlesungen für Fortgeschrittene hielte, wohl aber, dass er als Jude Vorlesungen in Differential- und Integralrechnung für Anfänger hielte. Landau war tief getroffen und reichte sein Entlassungsgesuch ein, wobei er Teichmüllers Schreiben beifügte (ohne dessen Namen zu nennen). Im darauffolgenden Jahr wurde er dann in den Ruhestand versetzt. Ein weiteres Ziel von Teichmüller und seinen Gesinnungsgenossen war die Bekämpfung der von ihm so genannten Courant-Clique an der Universität Göttingen und das Einsetzen ihnen genehmer, nationalsozialistisch gesinnter Nachfolger für die schließlich aus Göttingen vertriebenen Mathematiker wie Hermann Weyl oder Richard Courant. 1934 wurde allerdings nicht ein von ihnen favorisierter Kandidat ernannt, sondern Helmut Hasse, der sich einer Gleichschaltung zum Beispiel der Deutschen Mathematikvereinigung widersetzte und von Teichmüller als politischer Gegner eingestuft wurde.
Neben seinen politischen Aktivitäten widmete er sich aber intensiv der Mathematik. Er besuchte 1933/34 Vorlesungen des Courant-Schülers Franz Rellich, aus denen seine Dissertation Operatoren im Wachsschen Raum hervorging, die von Helmut Hasse angenommen wurde (Promotion im Juni 1935 summa cum laude). Auch mit Hasse verstand er sich mathematisch gut, war sehr aktiv in dessen Seminar zur Algebra, aus dem mehrere Forschungsaufsätze Teichmüllers hervorgingen, und wurde Assistent von Hasse in Göttingen (wie auch Ernst Witt, der ebenfalls nationalsozialistisch aktiv war). In einem der veröffentlichten Aufsätze führte er die heute nach ihm benannten Teichmüller-Charaktere ein.
Zur Habilitation wandte sich Teichmüller allerdings von der Algebra der Funktionentheorie zu, nachdem er im Sommer 1936 Vorlesungen über die Wertverteilungstheorie von Rolf Nevanlinna bei Egon Ullrich und im Wintersemester 1936 sogar bei Nevanlinna selbst gehört hatte, der für ein Jahr nach Göttingen gekommen war. Im Jahr 1937 vollzog er einen Wechsel nach Berlin zu Ludwig Bieberbach, dem Hauptvertreter der Deutschen Mathematik und Spezialisten für Funktionentheorie. Teichmüller studierte die damals aktuellen Arbeiten zur quasikonformen Abbildung von Herbert Grötzsch und Lars Ahlfors und habilitierte sich im März 1938 mit der Arbeit Untersuchungen über konforme und quasikonforme Abbildungen bei Bieberbach in Berlin. Viele seiner Arbeiten veröffentlichte er auch in der Zeitschrift Deutsche Mathematik, die von Bieberbach herausgegeben wurde. Zunächst hatte er in Berlin aber keine Position, sondern finanzierte sich durch ein staatliches Stipendium. Erst Ende 1939, als er schon als Soldat eingezogen war, wurde er unbezahlter Dozent, im Lauf des Jahres 1940 dann bezahlter Dozent an der Friedrich-Wilhelms-Universität zu Berlin. Auch politisch war er durchaus unabhängig von Bieberbach und litt unter dem immer offener zu Tage tretenden Gegensatz der Berliner zu den Göttinger Mathematikern. Beispielsweise folgte er Bieberbach nicht in dessen Privattheorien über die Einteilung der Mathematik selbst in „jüdische“ (nach Bieberbach zum Beispiel abstrakte Algebra) und „arische“ Bereiche.
Um die Jahreswende 1938/39 entstand seine Arbeit Extremale quasikonforme Abbildungen und quadratische Differentiale, mit der er die Teichmüllertheorie begründete, die Theorie der Modulräume Riemannscher Flächen (sogenannter Teichmüllerräume), wobei er wesentlich von der Theorie quasikonformer Abbildungen Gebrauch machte. Sie hatte überwiegend den Charakter einer Programmschrift und enthielt kaum Beweise, die aber in einigen späteren Arbeiten nachgeholt wurden. Auch die Beschäftigung mit Algebra gab er nicht auf und veröffentlichte beispielsweise 1939 eine Arbeit zum Auswahlaxiom in der Algebra. Ebenso arbeitete er weiter über Wertverteilungstheorie.
Ab Juli 1939 war er Soldat, unter anderem bei der Invasion Norwegens 1940. Beim Militär, wo er es nur zum Gefreiten brachte, war er in seiner Freizeit weiter intensiv mathematisch tätig. 1941 war er wieder in Berlin, wo er in der Chiffrierabteilung des Oberkommandos der Wehrmacht als Kryptoanalytiker arbeitete. Nebenbei hielt er 1942/43 Vorlesungen an der Universität. Nach der Schlacht von Stalingrad meldete er sich freiwillig an die Ostfront und kam im Mai 1943 zur 355. Infanterie-Division (geführt von Generalleutnant Dietrich Kraiss), die an der letzten größeren deutschen Offensive bei Kursk teilnahm. Im Juni/Juli 1943 besuchte er einen Unteroffizierslehrgang auf der Krim und war dann kurz im August auf Heimaturlaub. Seine Einheit war inzwischen bei den Kämpfen um Charkow eingekesselt und aufgerieben worden. Im September versuchte Teichmüller sich den Resten seiner Division im Raum um Poltawa anzuschließen und war seitdem vermisst – höchstwahrscheinlich war er kurz nach seiner Rückkehr an der Front gefallen. Seine Division wurde im November aufgrund der hohen Verluste aufgelöst.
Posthum erschien 1944 noch eine weitere wegweisende Arbeit von ihm, in der er nicht nur reell analytische, sondern auch komplex analytische Strukturen in Teichmüllerräumen einführte, die aber wie seine Arbeit von 1939 nur skizzenhaft ausgeführt war (Veränderliche Riemannsche Flächen).
Die Theorie der Modulräume Riemannscher Flächen geht bis auf Bernhard Riemann zurück, der feststellte, dass kompakte Riemannsche Flächen durch 3g-3 komplexe Parameter parametrisiert werden. Das Problem bestand darin, die reell oder komplex analytische Struktur dieses Parameterraumes (Modulraum) nachzuweisen. Teichmüller benutzte dazu eine Zuordnung extremaler quasikonformer Abbildungen zu auf den Riemannschen Flächen definierten holomorphen quadratischen Differentialen, eine Konstruktion mit differentialgeometrischem Hintergrund. Seine Theorie wurde nach dem Krieg streng insbesondere von Lars Ahlfors und Lipman Bers begründet. Die Theorie hat ab den 1980er Jahren auch große Bedeutung in der String-Theorie erhalten.

## Zitat
„[…] der geniale, aber als fanatischer Nazi mit Aktionen gegen Landau und Courant unrühmlich hervorgetretene Oswald Teichmüller“

## Schriften
Außer die in den Fußnoten zitierten Veröffentlichungen:
- Operatoren im Wachsschen Raum, Journal für die reine und angewandte Mathematik 174, 1936, S. 73–124 (Dissertation)
- L. V. Ahlfors, F. W. Gehring (Hrsg.): Oswald Teichmüller. Gesammelte Abhandlungen. Collected Papers, Springer, 1982, ISBN 3-540-10899-8 (Inhaltsverzeichnis)